# فاینال فانتزی ۵
فاینال فانتزی V (به ژاپنی: ファイナルファンタジーV Fainaru Fantajī Faibu) یک بازی ویدئویی در سبک نقش‌آفرینی از مجموعه بازی‌های فاینال فانتزی است که توسط شرکت اسکوئر (بعداً به اسکوئر انیکس تغییرنام داد) ساخته شده‌است. این بازی در ابتدا فقط در کشور ژاپن و برای سوپر فامی‌کام نینتندو عرضه شد، و سپس یک نسخه سازگار شده از این بازی توسط شرکت «TOSE» با تغییرات جزئی برای کنسول پلی‌استیشن سونی و کنسول بازی دستی نینتندو گیم بوی ادوانس منتشر شد.